# Bouca
Bouca è una subprefettura della Prefettura di Ouham, nella Repubblica Centrafricana. 